# Sweet Virginia
«Sweet Virginia» —en español: «Dulce Virginia»— es una canción de la banda británica de rock The Rolling Stones, incluida en el álbum Exile On Main St. editado en 1972. En Japón fue lanzado como el lado B del sencillo «Rocks Off».

## Historia
Grabada entre junio-julio y octubre de 1970; diciembre de 1971 y marzo de 1972 «Sweet Virginia» es una canción lenta inspirada en la música country, escrita por Mick Jagger y Keith Richards. La canción cuenta con un solo de armónica de Jagger y un solo de saxofón de Bobby Keys. Charlie Watts toca con un swing propio del country. Una versión alternativa sin coros fue lanzada en los bootlegs.
Después del lanzamiento de Exile on Main St., Allen Klein demandó a los Stones por incumplimiento del acuerdo porque «Sweet Virginia» y otras cuatro canciones del álbum fueron compuestas mientras Jagger y Richards estaban bajo contrato con su compañía ABKCO Records. Esta compañía adquirió los derechos de publicación de las canciones y una parte de las regalías de Exile on Main St., también fue capaz de publicar otro álbum recopilatorio con canciones de los Stones lanzadas anteriormente, More Hot Rocks (Big Hits & Fazed Cookies).
La canción fue interpretada por los Stones durante el American Tour 1972, una vez en el European Tour 1973, en el Voodoo Lounge Tour de 1994 y en A Bigger Bang Tour de 2005 y 2006. 
«Sweet Virginia» también ha sido versionada por la banda Phish , Old Crow Medicine Show en conciertos y por Ronnie Lane.
La canción fue utilizada en la película de 1995 Casino, dirigida por Martin Scorsese y protagonizada por Robert De Niro.
También se utilizó en la película de 2019 "Puñales por la espalda"

## Personal
Acreditados:
- Mick Jagger: voz, armónica.
- Keith Richards: guitarras, coros.
- Mick Taylor: guitarras.
- Charlie Watts: batería.
- Bill Wyman: bajo.
- Ian Stewart: piano.
- Bobby Keys: saxofón.
- Gram Parsons: coros.
- Clydie King: coros.
- Venetta Fields: coros.
- Dr. John: coros.
- Shirley Goodman: coros.
- Tammi Lynn: coros.